# Bembecia strandi
Bembecia strandi is een vlinder uit de familie wespvlinders (Sesiidae), onderfamilie Sesiinae.
Bembecia strandi is voor het eerst wetenschappelijk beschreven door Kozhantshikov in 1936. De soort komt voor in het Palearctisch gebied.